# Mechero Teclu

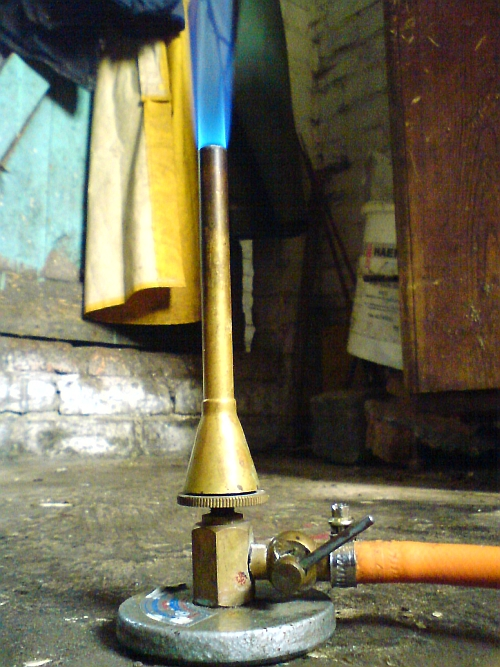
Mechero Teclu

El mechero Teclu es un mechero de laboratorio, una variante del mechero Bunsen, ideado por el químico rumano, Nicolae Teclu. 
Puede generar una llama más calorífica que el mechero Bunsen.
La parte inferior de su tubo es cónica, con una rueda dentada en su base. El hueco que hay entre la rueda y el final del tubo, regula el flujo de aire, de forma similar a la que lo hace el mechero Bunsen. El mechero Teclu consigue una mezcla de aire y combustible más eficiente, logrando una mayor temperatura que el Bunsen en la llama.